# WTA Marco Island 1983
Il WTA Marco Island 1983 è stato un torneo di tennis giocato sulla terra rossa. È stata la 1ª edizione del torneo, che fa del Virginia Slims World Championship Series 1983. Si è giocato a Marco Island negli USA dal 22 al 30 gennaio 1983.

## Campionesse

### Singolare
Andrea Jaeger ha battuto in finale  Hana Mandlíková con il punteggio di 6–1, 6–3

### Doppio
Andrea Jaeger /  Mary Lou Daniels hanno battuto in finale  Rosemary Casals /  Wendy Turnbull con il punteggio di 6–3, 6–3